# Macrocentrus rugulosus
Macrocentrus rugulosus är en stekelart som beskrevs av Szepligeti 1914. Macrocentrus rugulosus ingår i släktet Macrocentrus och familjen bracksteklar. Inga underarter finns listade i Catalogue of Life.